# Cyclisation
La cyclisation, ou annélation, est un type de réaction chimique ayant pour but la création d'une molécule organique comportant un cycle d'atomes, à partir d'une ou plusieurs molécules organiques, apportant les éléments constitutifs de ce cycle. On parle dans certains cas de réaction de cycloaddition. 
La cyclisation d'un alcane nécessite généralement un catalyseur et a pour but la création d'une molécule organique comportant un cycle d'atomes de carbone à partir d'une molécule organique ne comprenant pas de cycle. Ces réactions sont accompagnées d'une perte de dihydrogène (H2).
Exemple de cyclisation d'un alcane qui se transforme en cycloalcane : le passage de l'hexane en cyclohexane, avec libération de dihydrogène.
Une très bonne méthode de cyclisation est la métathèse.